# Damietta Port
Damietta Port är en hamn i Egypten.   Den ligger i guvernementet Damietta, i den norra delen av landet, 160 km norr om huvudstaden Kairo. Damietta Port ligger 3 meter över havet.  Närmaste större samhälle är Damietta, 5,1 km sydost om Damietta Port. Trakten runt Damietta Port består till största delen av jordbruksmark.